# Bernard Ducuing
Bernard Ducuing (Provins, Francia; 19 de mayo de 1950 – 3 de enero de 2024) fue un futbolista francés que jugó en las posiciones de mediapunta y delantero. Llegó a jugar 200 partidos en la Division 1 y anotó 22 goles.

## Equipos
| Periodo   | Club            |
| --------- | --------------- |
| 1970–1975 | Red Star FC     |
| 1975–1978 | Stade de Reims  |
| 1978–1984 | Montpellier HSC |
| 1984-1985 | US Saint-Tropez |
| 1985-1986 | ES Fréjus       |

## Logros
- Ligue 2 (1): 1974
- Copa de los Alpes (1): 1977